# 飛騨市立古川中学校
飛騨市立古川中学校（ひだしりつ ふるかわちゅうがっこう）は、岐阜県飛騨市にある公立中学校。

## 概要
- 校区は旧・古川町、宮川村、河合村であり、古川小学校、古川西小学校、宮川小学校、河合小学校の児童が進学する。

## 沿革
現在の古川中学校は1964年4月に古川町の3つの中学校（古川中学校・宮城中学校・小鷹利中学校）を統合し、新設した中学校である。ここでは1947年から1964年3月に存在した古川中学校を古川中学校〈旧〉として記述する。
- 1947年（昭和22年）4月1日 - 古川町に古川町立古川中学校〈旧〉が開校。古川町立古川小学校の校舎の一部を仮校舎とする。
- 1949年（昭和24年） - 古川小学校に隣接して校舎が完成。
- 1956年（昭和31年）4月1日 - 古川町、細江村、小鷹利村と合併し、古川町が発足。
- 1958年（昭和33年）4月 - 校区の一部が新設された宮城中学校に移る。
- 1964年（昭和39年）4月 - 古川中学校〈旧〉、宮城中学校、小鷹利中学校を統合し、新たに古川町立古川中学校が開校。名目上の統合であり、各中学校を古川教室、宮城教室、小鷹利教室とする。
- 1966年（昭和41年）4月 - 畦畑中学校と数河中学校を統合。旧・宮城中学校校舎を増改築して古川中学校の統合校舎とする。古川教室、宮城教室、小鷹利教室を廃止。
- 2004年（平成16年）2月1日 - 古川町、神岡町、宮川村、河合村が合併し飛騨市が発足。同時に飛騨市立古川中学校に改称する。
- 2011年（平成23年）4月1日 - 宮川中学校、河合中学校を統合。

## 著名な出身者
- 根尾昂 (プロ野球選手)